# 杰拉勒·阿蒂克
杰拉勒·阿蒂克（土耳其語：Celal Atik，1920年—1979年4月27日），土耳其男子摔跤运动员。他曾代表土耳其参加1948年夏季奥林匹克运动会摔跤比赛，获得男子自由式轻量级金牌。